# Paul Boyer (rugby à XV)
Pour les articles homonymes, voir Paul Boyer et Boyer.
Pas d'image ? Cliquez ici

a Compétitions nationales et continentales officielles uniquement.

b Matchs officiels uniquement.
Paul Boyer, né le 19 mai 1908 à Arthès et mort le 13 juin 2004 à Albi, est un ancien joueur de rugby à XV français. Il a joué avec l'équipe de France et évoluait au poste de demi de mêlée.

## Biographie
Paul Boyer joue successivement en club avec le Stade Marseillais UC, l'Olympique de Marseille et le RC Toulon. Il dispute son unique match avec l'équipe de France le 24 mars 1935 contre l'équipe d'Allemagne.

## Palmarès
- Vainqueur du Challenge Yves du Manoir en 1934 avec Toulon
- Demi-Finaliste du Championnat de France en 1934 avec Toulon